# Xã Lucas, Quận Crittenden, Arkansas
Xã Lucas (tiếng Anh: Lucas Township) là một xã thuộc quận Crittenden, tiểu bang Arkansas, Hoa Kỳ. Năm 2010, dân số của xã này là 657 người.